# 박대훈
박대훈(한국 한자: 朴大勳, 1996년 3월 30일 ~ )은 대한민국의 축구 선수이며 포지션은 공격수이다. 현재 대구 FC 소속이다.

## 축구인 생활

### 선수 생활
2016년 대전에 자유선발로 입단한 박대훈은 4월 2일 서울 이랜드와의 경기서 프로 데뷔이후 데뷔전을 가졌으며, 4월 27일 연세대학교와의 FA컵 경기서 데뷔골을 성공시켰다. 5월 25일 서울 이랜드와의 홈경기서 황인범의 패스를 그대로 골로 연결시키며 리그 데뷔골을 성공시켰다. 10월 15일 강원 FC와의 홈경기서 극적인 역전골을 기록, 이날 경기의 MOM에 선정되었다.
2019시즌을 앞두고 내셔널리그의 천안시청으로 이적했다.